# 루오고사노
루오고사노(이탈리아어: Luogosano)는 이탈리아 캄파니아주 아벨리노도의 코무네다.